# ۳۹۸ (قمری)
۳۹۸ (قمری)، سیصد و نود و هشتمین سال در گاهشماری هجری قمری است. اول محرم این سال برابر با بیست و سوم سپتامبر سال ۱۰۰۷ میلادی است.

## رویدادها
- بنیان‌گذاری دودمان آل کاکویه توسط ابوجعفر دشمنزیار در بخش‌های مرکزی ایران

## درگذشتگان
- بدیع‌الزمان همدانی، نویسندهٔ ایرانی